# Un mal començament
Un mal començament (títol original: Les Mal Partis) és una pel·lícula dramàtica dirigida per Sébastien Japrisot, adaptació de la seva novel·la homònima, estrenada el 1976. Ha estat doblada al català Primera realització de l'autor-cineasta, a aquesta pel·lícula li han estat atribuïdes males crítiques a la seva estrena, igual que d'un resultat mediocre a la taquilla (menys d'un milió d'espectadors), el que explica probablement que continua sent una obra desconeguda. Entre les raons invocades pels crítics, destaca l'assumpte sulfurós, la manca d'experiència de Sébastien Japrisot darrere la càmera i un càsting en part decebedor.

## Argument
La pel·lícula narra els amors impossibles entre un jove i una religiosa. El 1944, a Marsella, Denis, un adolescent de quinze anys, acaba la seva classe de 3r en un col·legi de Jesuïtes. En ocasió d'una visita als malalts d'un hospital, es fixa en sor Clotilde, una jove religiosa que no és insensible al seu encant. La seva amistat creix fins que la mare superiora s'adona que la relació evoluciona cap a un sentiment amorós. Malgrat els consells del seu cercle respectiu i una separació imposada, els dos joves cedeixen a la seva passió i acaben fugint per passar l'estiu en una granja abandonada. Quan arriba l'Alliberament, són atrapats.